# Norbert Walter
Norbert Walter est un joueur de volley-ball allemand né le 1er juillet 1979 à Berlin. Il mesure 2,10 m et joue central. Il totalise 157 sélections en équipe d'Allemagne.

## Clubs
| Club                        | Pays      | De        | À         |
| --------------------------- | --------- | --------- | --------- |
| SCC Berlin                  | Allemagne |           | 2000-2001 |
| VfB Friedrichshafen         | Allemagne | 2001-2002 | 2002-2003 |
| Unimade Parme               | Italie    | 2003-2004 | 2003-2004 |
| Itas Diatec Trente          | Italie    | 2004-2005 | 2004-2005 |
| Aon hotVolleys Vienne       | Autriche  | 2005-2006 | 2005-2006 |
| Montpellier Université Club | France    | 2006-2007 | 2006-2007 |
| Knack Roeselare             | Belgique  | 2007-2008 | 2007-2008 |
| Canadiens Mantoue           | Italie    | 2008-2009 | …         |

## Palmarès
- Championnat d'Allemagne (1)
  - Vainqueur : 2002
- Coupe d'Allemagne (3)
  - Vainqueur : 2000, 2002, 2003